# Quatermass
Quatermass was een Britse muziekgroep, ontstaan in 1969.

## Geschiedenis
In september 1969 bleef uit een zestal musici het drietal Peter Robinson, John Gustafson en Mick Underwood over. Peter Robinson speelde eerder bij Chris Farlowe. Gustafson had al een lange carrière achter zich met Casey Jones & The Governors, vervolgens in The Big Three en The Merseybeats. Underwood speelde eerder in The Outlaws (niet de Amerikaanse The Outlaws), die Gene Vincent en ook wel Jerry Lee Lewis begeleidde. De Outlaws namen in 1961 Dream of the west op. Echter voordat Underwood in Quatermass terechtkwam speelde hij in de voorloper Episode Six van Deep Purple.
In een tijd dat het woord supergroep nog niet bestond, had deze band wel als zodanig genoemd kunnen worden. Quatermass zou het helemaal maken met hun progressieve rock in de combinatie basgitaar, toetsinstrumenten en drums. De muziek leek gezien de combinatie dan ook sterk op die van The Nice (eerder) en Emerson, Lake and Palmer (later). Supergroepen hebben de neiging niet al te lang te bestaan, behalve talent hebben de meesten ook een groot ego. Quatermass hield na een jaar op te bestaan en ieder zocht zijn eigen weg. Gustafson vertrok naar Hard Stuff, Baltik en Roxy Music. Robinson kwam in de Contraband en Suntreader en veel later bij Brand X en Phil Collins. Underwood kwam in Strapps, en later bij Gillan.
Quatermass liet maar één album als nalatenschap en een aantal singles waarvan Black sheep of the family de bekendste is.
In 1996 probeerde Underwood Quatermass nieuw leven in te blazen onder de naam Quatermass II. Het was een ijdele poging, Robinson en Gustafson deden niet mee en Quatermass II duurde net zo lang als Quatermass.
De band is genoemd naar het fictieve televisie/filmkarakter Bernard Quatermass (oa. The Quatermass Experiment).

## Discografie

### Albums
- 1970: Quatermass (Quatermass)
- 1997: Long road (Quatermass II).

### Singles
- "Black Sheep of the Family" / "Good Lord Knows" (1970)
- "One Blind Mice" / "Punting" (1971)
- "Gemini" / "Black Sheep of the Family" (1971)